# Ernie Adams (Schauspieler)
Ernest „Ernie“ Adams (* 18. Juni 1885 in San Francisco, Kalifornien; † 26. November 1947 in Los Angeles, Kalifornien) war ein US-amerikanischer Schauspieler.

## Leben
Adams war ein kleiner, hagerer Schauspieler und wurde in der Tonfilmzeit meist als Gauner besetzt; oft spielte er den Lockvogel, Denunzianten oder Hinterlistigen in Kriminalfilmen und Western. Begonnen hatte er seine Karriere in musikalischen Komödien wie Toot Toot von Jerome Kern auf den Bühnen des Broadways. Seine ersten Filmauftritte sind für 1919 belegt; bis zu seinem Tode spielte er kleine und kleinste, gelegentlich aber auch gewichtigere Nebenrollen. Unter anderem war er bei den Mascot Pictures unter Vertrag, die meist Serials auf den Markt brachten. Regelmäßig spielte er auch für die Republic Pictures Mitte der 1930er Jahre in den B-Filmen mit Bob Steele und Johnny Mack Brown in der Hauptrolle. Adams trat in mindestens 440 Filmen, davon fast 150 Western und über dreißig Serials auf. Eine seiner bekanntesten Rollen – gegen sein Image gespielt – ist die im Serial The Phantom aus dem Jahr 1943.

## Filmografie (Auswahl)
- 1919: The Delicious Little Devil
- 1919: A Regular Girl
- 1924: Barbara Frietchie
- 1925: Prärieteufel (The Thundering Herd)
- 1926: Der Rabe von London (The Blackbird)
- 1927: Der Teufel im Sattel (The Devil’s Saddle)
- 1927: Der Meuchelmörder von Nevada (Nevada)
- 1927: Don Alonzo, der Rächer (The Gay Defender)
- 1928: Straßenjagd mit Speedy (Speedy)
- 1928: Herzbub (Tenth Avenue)
- 1928: Der Schwur des Harry Adams (Forgotten Faces)
- 1929: Weary River
- 1929: Der Kampf um die Macht (The Mighty)
- 1929: Sie nannten ihn Thunderbolt (Thunderbolt)
- 1929: Der Mann mit den zwei Frauen (The Saturday Night Kid)
- 1929: Flucht von der Teufelsinsel (Condemned)
- 1929: Der Mann aus Virginia (The Virginian)
- 1930: Im Westen nichts Neues (All Quiet on the Western Front)
- 1930: For the Defense
- 1931: Der kleine Cäsar (Little Caesar)
- 1931: Irrwege des Lebens (Dance, Fools, Dance)
- 1932: Freaks
- 1932: Geh' und lieb' und leide! (Merrily We Go to Hell)
- 1932: In den Rocky Mountains (Beyond the Rockies)
- 1932: Beine sind Gold wert (Million Dollar Legs)
- 1932: Silberdollar (Silver Dollar)
- 1933: Sie tat ihm unrecht (She Done Him Wrong)
- 1933: Midnight Mary
- 1933: Lady für einen Tag (Lady for a Day)
- 1934: Es geschah in einer Nacht (It Happened One Night)
- 1934: Schiffbruch unter Palmen (We’re Not Dressing)
- 1934: Die Glückspuppe (Little Miss Marker)
- 1934: Operator 13
- 1934: Murder in the Private Car
- 1934: Millionäre bevorzugt (The Girl from Missouri)
- 1934: Das ist geschenkt (It’s a Gift)
- 1934: Broadway Bill
- 1935: Ein Butler in Amerika (Ruggles of Red Gap)
- 1935: Stadtgespräch (The Whole Town’s Talking)
- 1935: Tom Mix, der Wunderreiter (The Miracle Rider)
- 1935: Der gläserne Schlüssel (The Glass Key)
- 1935: Sie heiratet den Chef (She Married Her Boss)
- 1935: Annie Oakley
- 1935: Tödliche Strahlen (The Invisible Ray)
- 1936: Mein Mann Godfrey (My Man Godfrey)
- 1936: Aufruhr in Mesa Grande (Hopalong Cassidy Returns)
- 1937: Radio Patrol
- 1937: The Shadow
- 1937: San Quentin (Flucht aus San Quentin)
- 1937: Frisco-Express (Wells Fargo)
- 1938: Du und ich (You and Me)
- 1938: Millionärin auf Abwegen (There Goes My Heart)
- 1939: Ehrlich währt am längsten (You Can’t Cheat an Honest Man)
- 1939: Union Pacific
- 1939: Rache für Alamo (Man of Conquest)
- 1939: Der junge Mr. Lincoln (Young Mr. Lincoln)
- 1939: Der unheimliche Rächer (Flaming Lead)
- 1939: Der Henker von London (Tower of London)
- 1940: Der Unsichtbare kehrt zurück (The Invisible Man Returns)
- 1940: Der junge Edison (Young Tom Edison)
- 1940: Flash Gordon Conquers the Universe
- 1940: Primrose Path
- 1940: Schwarzes Kommando (Dark Command)
- 1940: Die Stunde der Vergeltung (The Son of Monte Cristo)
- 1941: Das Gesicht hinter der Maske (The Face Behind the Mask)
- 1941: Mr. und Mrs. Smith (Mr. & Mrs. Smith)
- 1941: The Devil Commands
- 1941: Der Seewolf (The Sea Wolf)
- 1941: Phantom des Schreckens (Invisible Ghost)
- 1941: Dr. Kildare: Der Hochzeitstag (Dr. Kildare’s Wedding Day)
- 1942: Der Mann, der zum Essen kam (The Man Who Came to Dinner)
- 1942: Fräulein Mama (The Lady is Willing)
- 1942: Die Königin vom Broadway (My Gal Sal)
- 1942: Ein Kuß zuviel (They All Kissed the Bride)
- 1942: Der große Wurf (The Pride of the Yankees)
- 1942: Isle of Missing Men
- 1943: Botschafter in Moskau (Mission to Moscow)
- 1943: Hers to Hold
- 1943: Jack London
- 1944: Sturm über Arizona (Arizona Whirlwind)
- 1944: Die Abenteuer Mark Twains (The Adventures of Mark Twain)
- 1944: So ein Papa (Casanova Brown)
- 1944: The Merry Monahans
- 1944: The Climax
- 1944: An American Romance
- 1944: Das Korsarenschiff (The Princess and the Pirate)
- 1944: Murder, My Sweet
- 1944: Unter Verdacht (The Suspect)
- 1945: The Man in Half Moon Street
- 1945: Brenda Starr, Reporter
- 1945: Die Macht des Whistler (The Power of the Whistler)
- 1945: Rhapsodie in Blau (Rhapsody in Blue)
- 1945: Der Vagabund von Texas (Along Came Jones)
- 1946: Hop Harrigan America’s Ace of the Airways
- 1946: Sinfonie in Swing (Do You Love Me)
- 1946: Der Todesreifen (Suspense)
- 1946: Rächer der Unterwelt (The Killers)
- 1946: The Mysterious Mr. Valentine
- 1946: Ist das Leben nicht schön? (It’s a Wonderful Life)
- 1947: Michigan Kid
- 1947: Der Rächer von Monterey (Robin Hood of Monterey)
- 1947: Die Todesreiter von Kansas (Trail Street)
- 1947: Smash-Up: The Story of a Woman
- 1947: Zwei trübe Tassen – vom Militär entlassen (Buck Privates Come Home)
- 1947: In der Klemme (Desperate)
- 1947: Liebe auf den zweiten Blick (Living in a Big Way)
- 1947: Pauline, laß das Küssen sein (The Perils of Pauline)
- 1947: Das Doppelleben des Herrn Mitty (The Secret Life of Walter Mitty)
- 1947: Verwegene Männer im Sattel (The Last Round-Up)
- 1948: Blut und Gold (Relentless)
- 1948: Der Schrecken von Texas (Return of the Bad Men)